# Physique (Aristote)
Pour les articles homonymes, voir Physique (homonymie).

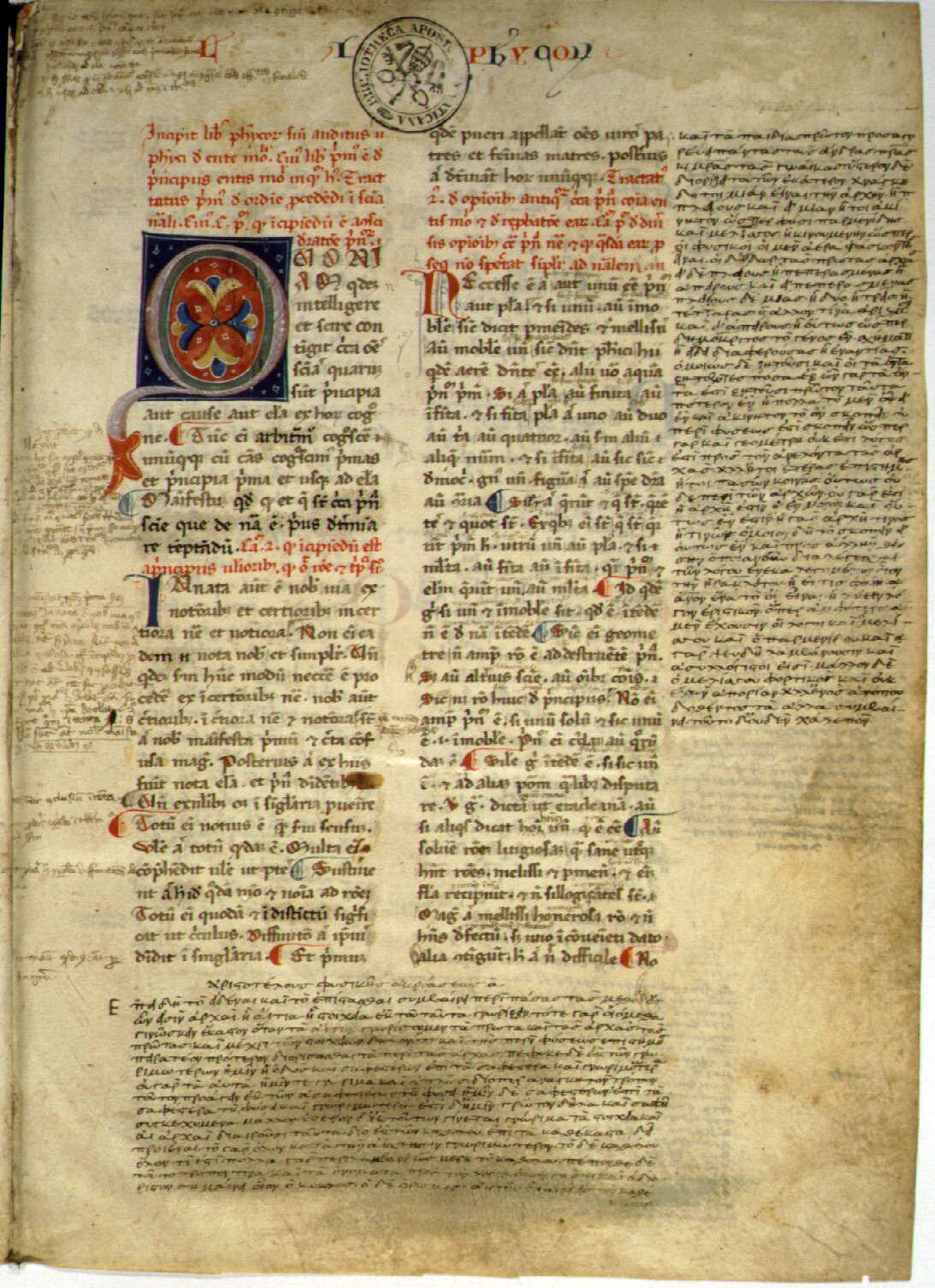
Manuscrit médiéval en latin de la Physique d'Aristote.

La Physique (en grec ancien : Φυσικὴ ἀκρόασις) est un traité de physique et de philosophie d'Aristote. Il s'agit d'une œuvre majeure de la philosophie grecque, qui a eu une influence tant en Orient qu'en Occident.

## Présentation générale
La Physique est une introduction épistémologique à l'ensemble des ouvrages d'Aristote, notamment dans le domaine des sciences naturelles. Elle est une réflexion sur la connaissance des réalités naturelles et sur la nature en général.
La nature se définit de différentes manières pour Aristote, quoique le sens principal soit un principe de changement immanent aux êtres qui le possèdent. Suivant le fil directeur de son enquête sur les choses de la nature, Aristote aborde de nombreux concepts majeurs de sa philosophie, comme la théorie des quatre causes, soulève les enjeux principaux de sa philosophie, notamment le rapport entre la forme et la matière.
Ce traité a été considéré par de nombreux penseurs, tels Heidegger, comme un ouvrage fondamental de la philosophie occidentale,.

## Résumé

### Livre I

#### Les bases de l'enquête
Le livre I permet à Aristote de poser les bases de son approche de la nature, à savoir l'enquête sur les principes, les causes et les éléments. Par une rapide doxographie, il rappelle les positions tenues par Parménide, Mélissos et Anaxagore, et les réfute (chap. 3 et 4).

#### Les trois principes naturels
Aristote identifie ensuite trois principes naturels : les substances, les opposés, et la privation. Il définit le concept de hylé, qui signifie la matière, ou l'essence fondamentale (chap. 7). Il en donne une définition plus approfondie plus tard, soutenant que la matière est le substrat premier de chaque chose.

### Livre II

#### La nature comme principe immanent commandant le mouvement et le repos
Dans le deuxième livre, Aristote définit la nature comme la cause du mouvement et du repos de ce dont elle est immanente. Les entités naturelles sont capables de mouvement, c'est-à-dire de croître, d'acquérir des qualités, de naître et de mourir. Cela les distingue des choses artificielles, qui, pour celles qui peuvent se mouvoir, ne se meuvent pas en fonction de ce qu'elles sont, mais de ce dont elles sont faites.
Dans les derniers chapitres (chap. 7 à 9), Aristote revient à sa théorie de la nature sur la base de ce qui a été conclu au sujet des quatre causes (voir infra). Il conclut que la nature agit selon une fin (cause finale), et discute de la nécessité qui est présente dans les choses naturelles.

#### La théorie des quatre causes
Le livre B est central en ce qu'il s'agit du livre où Aristote dévoile sa théorie des quatre causes. Il entend le mot cause sous quatre sens, qui chacun peut répondre à la question « pourquoi ? » :
- La cause matérielle (la matière dont la chose est faite), qui inspirera la substance dans la scolastique. La « matière première » d'Aristote est pure puissance, non connaissable car elle n’a pas par elle-même de forme.
- La cause formelle (la forme de la chose) : on la désigne sous le nom de quiddité ou essence formelle. Selon Aristote, tout ce que l'on connaît est un composé (sunolon) de matière et de forme. La forme est pour Aristote un concept ambivalent, qui désigne à la fois la forme géométrique et l’idée, le concept d’une chose.
- La cause efficiente ou motrice : le premier commencement du mouvement et du repos. La cause efficiente de la physique moderne est en discontinuité avec son effet, ce qui n’est pas le cas chez Aristote.
- La cause finale (ce pour quoi la chose a été faite) : fin ou principe téléologique.

Une même chose peut avoir une pluralité de causes mais non au même sens. Il peut y avoir « rétroaction » de la cause finale sur l’événement. La même chose peut être cause des contraires, selon qu’elle est présente ou absente.

#### Le hasard et la chance
La sagesse populaire, dit Aristote, soutient que la chance (τύχη / tukhé) et le hasard (αὐτόματον / automaton) sont des causes. Aristote s'oppose à cette conception, remarquant qu'on attribue souvent à la chance ce qu'on n'arrive pas à saisir par les causes. Pourtant, des évènements imprévus et non-voulus arrivent. Les faits rares et par accident s'ajoutent à l'essence sans lui être nécessaire. Le hasard appartient au monde des êtres inanimés et des animaux, c'est-à-dire que la chose qui a lieu se déroule en vue d'une fin, sans avoir en vue le résultat. La chance, elle, est confinée aux affaires humaines.
Aristote s'oppose donc, après une doxographie, aux atomistes (Démocrite, Leucippe, Épicure…), pour qui le hasard est la déviation de la trajectoire des atomes, qui, normalement, tombent verticalement. Ce hasard atomiste est spécifiquement appelé le clinamen.

### Livre III

#### Différence entre en puissance et en acte
Comprendre la nature exige, selon le philosophe, de modifier notre compréhension de ce qu'est le mouvement. Il définit alors le couple de concepts puissance et acte. Ce qui est en puissance est potentiel, peut arriver et peut ne pas arriver ; ce qui est en acte est ce qui est actuellement, ce qui a été réalisé. Le changement est l'actualisation d'une potentialité.

#### Discussion de l'apeiron
Aristote traite ensuite de l'apeiron, c'est-à-dire de l'infini, de l'illimité, et de l'incorruptible. Il distingue l'infini par des opérations mathématiques d'addition et de division, ainsi que par la différence entre ce qui est infini en acte et infini en puissance.

### Livre IV

#### Le lieu, le vide et le temps
L'auteur revient sur les trois concepts qui permettent de supposer le mouvement : le lieu (topos), le vide (kenon), et le temps (chronos). Le livre commence par une étude de comment une chose peut être dans une autre.

#### La non-existence du vide
Aristote soutient, en réfutation des atomistes, que le vide est non seulement non nécessaire, mais qu'il mène en plus de cela à des contradictions physiques.
Le temps

Le philosophe soutien que le temps n'existe pas indépendamment du mouvement. 
"Le temps est le nombre du mouvement selon l'antérieur et le postérieur, et est continu car il est nombre d'un continu".
L'instant est défini comme la limite commune entre le passé et le futur :
"L'instant est la continuité du temps, car il relie le temps qui est passé et à venir, et il est d'une manière générale limite du temps car il est début d'une partie et fin d'une autre". 
L'instant est à la fois unique par sa définition, universel, quoi que toujours différent dans le contenu qu'il englobe : ce qui est à un moment donné. Deux instants ne pouvant être différenciés (selon l'antérieur et le postérieur) que si un mouvement a lieu.
Pour Aristote, le temps peut exister sans l'âme, comme le nombrable peut exister indépendamment de ce qui peut nombrer.

### Livre V

#### Les quatre catégories du mouvement
Les livres V et VI traitent des modalités du mouvement. Il en existe quatre catégories : un mouvement de quantité, de qualité, de lieu et de substance. Le mouvement de substance est une génération ou corruption.

#### Le passage au contraire
Le livre V se conclut sur les modalités du changement d'un contraire à un autre : "mouvement"/"repos", transport "vers le haut"/"vers le bas", "conforme à la nature"/"contre nature".

### Livre VI

#### Continuité et divisibilité du mouvement
Aristote commence par récapituler les résultats des livres précédents sur les sens des termes continu, contact et consécutif. Les notions de grandeur, mouvement et temps sont mises à profit pour établir un parallèle entre les couples ligne/points et durée/instants. Ces paires de termes sont d'un genre commun, ils relèvent de la dualité continu/indivisibles. Il affirme alors la thèse célèbre selon laquelle "il est impossible qu'un continu soit composé d'indivisibles." C'est ainsi que "le point ne sera consécutif au point, ni l'instant à l'instant, de telle sorte qu'en soit composée la grandeur ou la ligne."

#### Paradoxes de Zénon
Toute cette préparation conceptuelle sert, à partir du chapitre 9 et jusqu'à la fin du livre, à réfuter les paradoxes de Zénon sur l'impossibilité du mouvement.
"Il y a quatre raisonnements de Zénon sur le mouvement, qui donnent des difficultés à ceux qui veulent les résoudre. Le premier concerne l'impossibilité du mouvement [...]. Le deuxième est celui que nous appelons "Achille" ; il dit que le plus lent à la course ne sera jamais rattrapé par le plus rapide [...]." 
"[...] le troisième [...] veut que la flèche transportée reste sur place. Il résulte du fait de considérer que le temps est composé des instants, car si l'on n'accord pas cela, le syllogisme ne tiendra plus.  Le quatrième est celui des masses égales qui sont mues dans le stade, en sens contraire, le long d'autres masses égales."

### Livre VII
Aristote s'intéresse à la relation entre le moteur et le mouvement. Il rompt avec Platon au sujet du mouvement de l'âme, qu'il ne croit pas pouvoir être autonome. Tout ce qui meut a été mu par un moteur.

### Livre VIII

#### Le premier moteur
Le livre thêta est le plus volumineux du traité. Il traite en majeure partie du premier moteur substance éternelle et immobile, qui meut par la simple volonté. Le premier moteur est l'un des trois ordres de recherche dans la nature : l’immobile (le premier moteur qui doit être immobile sinon il serait mu), le mu incorruptible (le ciel) et le mu corruptible (le monde sublunaire).

#### La finitude de l'univers
Aristote se questionne sur la question de la limite de l'univers. Il considère que l'hypothèse d'un univers infini et illimité est intenable pour des raisons physiques.

## Postérité
Aristote traite, dans le livre II, de la matière dite première. L'équivalent moderne de la matière première est, selon Leibniz, la masse au sens des physiciens.